# Jean Martinelli
Jean Martinelli (* 15. August 1909 in 18. Arrondissement, Paris; † 13. März 1983 in 13. Arrondissement, Paris) war ein französischer Synchronsprecher und Schauspieler.

## Leben
Jean Martinelli wurde 1909 in 18. Arrondissement von Paris geboren. Er besuchte die Cours Simon. Zwischen 1933 und 1983 in über 50 französischen Filmen auftrat, meist in Nebenrollen. Einer seiner wenigen internationalen Filme war Alfred Hitchcocks Klassiker Über den Dächern von Nizza (1955), in dem er die Rolle eines einbeinigen Kellners spielte. Martinelli arbeitete auch im Fernsehen und im Theater.
Martinelli von 1952 bis 1964 mit Monique Mélinand verheiratet und danach mit Nadine Basile.

## Filmografie
- 1933: The Two Orphans
- 1933: All for Love
- 1933: The Abbot Constantine
- 1936: La dernière valse
- 1937: La loupiote
- 1937: Blanchette
- 1937: The Red Dancer
- 1938: La goualeuse
- 1948: The Charterhouse of Parma
- 1949: Dernière Heure, édition spéciale
- 1950: Le Furet
- 1950: Death Threat
- 1951: La vie est un jeu
- 1953: Wonderful Mentality
- 1953: Die Abenteuer der drei Musketiere
- 1953: La Belle de Cadix
- 1954: Rot und Schwarz
- 1955: Über den Dächern von Nizza (To Catch a Thief)
- 1955: Madelon
- 1956: If Paris Were Told to Us
- 1956: Für Männer verboten
- 1958: Police judiciaire
- 1961: The President
- 1961: Le bonheur est pour demain
- 1961: Der Graf von Monte Christo (The Count of Monte Cristo)
- 1962: The Gentleman from Epsom
- 1963–1966: Bonne nuit les petits
- 1965: Umorismo in nero
- 1966: Heiße Nächte (Soleil noir)
- 1967: Das Dschungelbuch (The Jungle Book)
- 1967: Die Abenteuer des Chevalier de Recci (Le Chevalier tempéte)
- 1972: Tout le monde il est beau, tout le monde il est gentil
- 1972: Jeux pour couples infidèles
- 1973: Les anges
- 1975: Das Biest (La Bête)
- 1976: Asterix erobert Rom
- 1977: The Diabolic
- 1977: Gloria
- 1977: Der verliebte D’Artagnan (D’Artagnan amoureux)
- 1979: Unmoralische Engel (Immoral Women)
- 1980: Achtung Zoll!
- 1980: Julien Fontanes, Untersuchungsrichter
- 1981: Goldene Zeiten – Bittere Zeiten